# Länsväg 120
Länsväg 120 går sträckan Traryd - Älmhult - Tingsryd - Emmaboda - Örsjö (- Nybro). Sträckan ligger i Kronobergs och Kalmar län. Vägen är 148 km lång, en av de längsta länsvägarna i Götaland.

## Historia
När vägnummer infördes på 1940-talet fick avsnittet Traryd (vid dåvarande riksväg 1)-Tingsryd-Långasjö(-Vassmolösa) nummer 84 och avsnittet Långasjö-Örsjö nummer 85. Då gick väg 120 Jönköping–Vetlanda–Kalmar. Väg 84 blev väg 120 medan väg 85 blev väg 124 vid reformen 1962. År 1985 ändrades numret på sträckan Långasjö-Örsjö till 120 medan Långasjö-Vassmolösa förlorade sitt nummer. Sträckan Strömsnäsbruk-Traryd var då E4, men blev väg 120 då motorväg byggdes utanför Strömsnäsbruk på 1990-talet. 2015 invigdes Haganäsleden igenom Älmhult med anslutning till en planskild korsning med Riksväg 23 intill IKEA:s nya varuhus. 
Väg 120 följer i stort sett den väg som fanns längs sträckan på 1950-talet. På en del håll, i första hand mellan Rävemåla och Örsjö har uträtningar gjorts.

## Trafikplatser, korsningar och anslutande vägar
|                              | Nr | Namn                      | Skyltning                                            |
| ---------------------------- | -- | ------------------------- | ---------------------------------------------------- |
| Landsväg Strömsnäsbruk–Örsjö |    |                           |                                                      |
|                              | 76 | Trafikplats Strömsnäsbruk | Stockholm, Helsingborg                               |
|                              |    | Strömsnäsbruk             | Traryd, Älmhult, Strömsnäsbruk (120 svänger vänster) |
|                              |    | Traryd                    |                                                      |
|                              |    | Traryd                    | Älmhult (120 svänger höger)                          |
|                              |    | Delary                    |                                                      |
|                              |    | Helge å                   |                                                      |
|                              |    | Älmhult                   |                                                      |
|                              |    | Älmhult                   | Pjätteryd, Stena, Lillsjön                           |
|                              |    | Älmhult                   |                                                      |
|                              |    | Älmhult                   | IKEA Varuhus, Haganäs Handelsområde                  |
|                              |    |                           | Malmö, Växjö, Tingsryd (120 svänger åt norr)         |
|                              |    | Älmhult                   | Växjö (120 svänger höger)                            |
|                              |    | Helge å                   |                                                      |
|                              |    | Häradsbäck                |                                                      |
|                              |    |                           | Alvesta (120 svänger höger)                          |
|                              |    |                           | Ryd, Karlshamn (120 svänger vänster]                 |
|                              |    | Mörrumsån                 |                                                      |
|                              |    | Urshult                   |                                                      |
|                              |    | Tingsryd                  | Göteborg, Växjö (120 svänger höger)                  |
|                              |    | Tingsryd                  | Ronneby, Karlshamn (120 svänger vänster)             |
|                              |    | Ronnebyån                 |                                                      |
|                              |    | Rävemåla                  | Växjö, Karlskrona                                    |
|                              |    | Emmaboda                  |                                                      |
|                              |    | Emmaboda                  | Vetlanda, Karlskrona                                 |
|                              |    | Örsjö                     | Halmstad, Nybro, Kalmar                              |

## Utbyggnadsplaner

### Göteryd-Delary-Älmhult
Vägen mellan E4 och Älmhult är smal (6-6,5 meter i bredd) med skarpa kurvor, dålig trafiksäkerhet och hög trafik. Därför planeras en utbyggnad av väg 120 mellan Göteryd och Älmhult till 7,5 meters bredd och jämn vägprofil. Vägen ska breddas och skarpa kurvor ska byggas bort. 2015 började man bygga om 10 km mellan Älmhult och Delary. Byggstart skedde 2015 och vägen ska stå klar 2017.. När Delary-Göteryd (5 km) byggs om finns f.n. inga uppgifter om.